# Fiera di Cagliari
La fiera campionaria di Cagliari si trova in viale Armando Diaz 211, con possibilità di entrata anche da Piazza Marco Polo.
Ogni anno accoglie migliaia di visitatori da tutta la Sardegna, e centinaia di venditori da varie parti del mondo.
Oltre ai padiglioni, alcuni dei quali sono interessanti opere d'architettura moderna (come un padiglione di Adalberto Libera) c'e una vasta area esterna dove nel periodo fieristico va oltre a una parte dei venditori il luna Park, mentre in estate vengono fatti i grandi eventi.
Il 2019 è il primo anno nel quale non viene tenuta la tradizionale esposizione con l'apertura a fine aprile e chiusura nei primi giorni di maggio, in concomitanza con la sagra di Sant'Efisio.

## La storia

### Prima della II guerra mondiale
Con la sagra di sant'Efisio (1º-4 maggio) ogni anno a Cagliari fino a un centinaio di anni fa si teneva una fiera nel quartiere di Stampace che attirava molti cagliaritani. Collateralmente nacquero a Cagliari anche altre esposizioni del genere.
Un'esposizione merceologica ebbe luogo nel 1840, nel febbraio 1847 si tenne un'esposizione pubblica di oggetti d'arte e d'industria nazionale, doppiata nel 1871. Nel 1901, 1904, 1905 e 1907 si tennero delle fiere campionarie, ospitate in piazza del Carmine. Negli anni venne ideata la primavera Sarda, una manifestazione che si tenne per alcune primavere a Cagliari dal 1929.

### Le prime edizioni del dopoguerra

Padiglione delle attività agricole di Ubaldo Badas

In un clima di povertà, ma anche di voglia di rinascere dalla distruzione dei bombardamenti del 1943, nel 1948 si tenne la 1ª edizione della fiera della Sardegna, con sede nei locali della passeggiata coperta del bastione di Saint Remy; vi furono 55.000 visitatori.
La II edizione della fiera viene ospitata nei locali del teatro Massimo di Cagliari e dell'arena giardino, appena costruiti. A visitare questa edizione ci fu anche un giovanissimo Giulio Andreotti, allora deputato. Protagonista dell'evento fu il cemento amianto, con il quale venne ricoperta la platea aperta dell'arena giardino, simbolo della rinascita di Cagliari e della Sardegna.
Questa edizione attrasse più di 80.000 visitatori, segnando il futuro della rassegna.

### Su Siccu
L'edizione del 1951 trova la sua sede definitiva in un'area di Su Siccu bonificata con le macerie degli edifici bombardati dai caccia anglo-americani dante sul viale Diaz e le poche strutture presenti vengono costruite in appena 47 giorni.
Negli anni successivi vengono costruiti altri padiglioni, il cui più famoso di tutti è certamente il padiglione per la Cassa per il Mezzogiorno di Adalberto Libera, del 1953.
Nel 1961 viene realizzato da Ubaldo Badas il padiglione per le attività agricole.
In questi anni viene installato anche uno spazioso hangar, già dell'aeronautica militare, che lo usava nell'aeroporto di Monserrato, diventando uno degli spazi coperti più grandi di Cagliari.
Nel 1960 Fabio Maria Crivelli, direttore de L'Unione sarda, in un editoriale definisce la rassegna come la "Fiera della speranza".

## Padiglioni

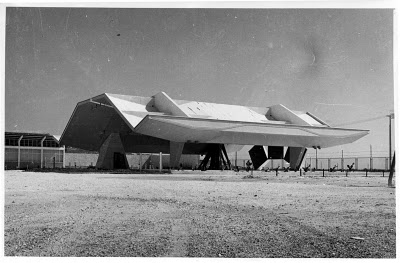
Padiglione per la Cassa per il mezzogiorno di Adalberto Libera

### Padiglione Cassa per il mezzogiorno
Si tratta di un cinema più piccolo del normale, ha 500 posti

### Palazzo dei Congressi
Il palazzo dei Congressi della fiera di Cagliari ogni anno ospita concerti di famosi cantanti, fra cui Ligabue, Salmo e Jovanotti; e nel 2019 si è tenuto per la sesta volta il Congresso di Zona dei Testimoni di Geova.
Ospita circa 3500 persone, ed è il padiglione principale della fiera.